# دودمان فلیپی
دودمان فلیپی (به پرتغالی: dinastia filipina) سومین دودمان پادشاهی در پرتغال است. این دودمان در واقع دودمان هابسبورگ بود که سه تن از اعضایش -که هم‌زمان پادشاه اسپانیا هم بودند- در میان سال‌های ۱۵۸۱ تا ۱۶۴۰ میلادی در پرتغال هم فرمان می‌راندند. از آنجا که هر سه این پادشاهان نامشان فلیپه بود، در تاریخ پرتغال به دودمان فلیپی معروف شدند.

## فهرست پادشاهان فلیپی
| نام                       | طول عمر                                 | شروع سلطنت      | پایان سلطنت               | یادداشت        | دودمان   | تصویر                 |
| ------------------------- | --------------------------------------- | --------------- | ------------------------- | -------------- | -------- | --------------------- |
| فلیپه یکم- معروف به محتاط | ۲۱ مهٔ ۱۵۲۷ – ۱۳ سپتامبر ۱۵۹۸ (۷۱ سال)   | ۲۵ مارس ۱۵۸۱    | ۱۳ سپتامبر ۱۵۹۸           | نوهٔ مانوئل یکم | هابسبورگ | Philip I of Portugal  |
| فلیپه دوم- معروف به بی‌رحم | ۱۴ آوریل ۱۵۷۸ – ۳۱ مارس ۱۶۲۱ (۴۲ سال)   | ۱۳ سپتامبر ۱۵۹۸ | ۳۱ مارس ۱۶۲۱              | پسر فلیپه یکم  | هابسبورگ | Philip II of Portugal |
| فلیپه سوم- معروف به ستمگر | ۸ آوریل ۱۶۰۵ – ۱۷ سپتامبر ۱۶۶۵ (۶۰ سال) | ۳۱ مارس ۱۶۲۱    | ۱ دسامبر ۱۶۴۰ (برکنارشده) | پسر فلیپه دوم  | هابسبورگ | فلیپه چهارم           |